# Koloveč
Koloveč – miasteczko oraz gmina, położona w kraju pilzneńskim, w powiecie Domažlice, w Czechach.

## Atrakcje
- Kościół Matki Bożej
- Gospoda U koruny, dawniej U Koule
- Fara
- Kamienica nr 146
- Dom nr 31
- Dom z kramem nr 39 i 40

## Części gminy
- Koloveč
- Zichov